# أيومو كاواي
أيومو كاواي (باليابانية: 川井 歩) (مواليد 12 أغسطس 1999) هو لاعب كرة قدم ياباني.

## وصلات خارجية
- أيومو كاواي على موقع رابطة كرة القدم اليابانية للمحترفين (اليابانية)
- أيومو كاواي على موقع قاعدة بيانات كرة القدم.إي يو (الإنجليزية)
- أيومو كاواي على موقع Soccerway.com (الإنجليزية)
- أيومو كاواي على موقع عالم كرة القدم.نت (الإنجليزية)